# Lokal styrelse med elevmajoritet
Lokala styrelser med elevmajoritet, förkortat LSE, var lokala skolpolitiska organ som fanns i Sverige under åren 1997–2006.
Riksdagen beslutade 1997 att starta ett försök med lokala styrelser med elevmajoritet i kommunala gymnasieskolor. Beslutet gav kommuner rätt att överlämna vissa ansvars- och beslutsfunktioner till en lokal styrelse, vilken då ersatte skolkonferensen. I grundskolor fanns lokal styrelse med föräldramajoritet.
Beslut om att inrätta en lokal styrelse togs av kommunfullmäktige. Därefter fick skolledare och utbildningsnämnd (eller dylikt) överlåta befogenheter till den lokala styrelsen. Det innebar att en lokal styrelse enbart fick besluta i de frågor som delegerats till den. I första hand rörde dessa driften av skolan, men även andra frågor som tidigare legat på rektorn, utbildningsnämnd eller skolkonferensen som funnits tidigare. Lokala styrelser kunde besluta om allt från skolans ordningsregler till ombyggnationer och investeringar.
De lokala styrelserna skulle i formellt hänseende utgöra sådana självförvaltningsorgan som reglerades i kommunallagen. En lokal styrelse var alltså lika ansvarig för sina beslut som en skolkonferens och var en del i den kommunala förvaltningen, trots en utbredd missuppfattning om att lokala styrelser skulle vara fristående organisationer.
Den borgerliga regeringen som tillträdde i slutet av 2006 avslutade försöksprojektet med lokala styrelser med elevmajoritet på gymnasieskolan i mitten av 2007.